# Rolf Schneider
Rolf Schneider (Chemnitz, 1932. április 17. –) német író.

## Élete
Művezető apa és textilmunkásnő fia. 1942-től a Harz-hegységben fekvő Wernigerodében nőtt fel, középiskolába is ott járt, majd egy állami vállalatnál dolgozott. 1952 és 1955 között a Wittenbergi Egyetemen tanult germanisztikát és pedagógiát, végül germanisztika szakon végzett. Ekkor a berlini Aufbau kulturális-politikai folyóirat szerkesztője volt. 1958 óta „szabadúszó” író.
Schneider egyrészt az NDK-s rendszerhez hű szerző volt mint számos hangjáték és színdarab szerzője, másrészt korán részt vett a Gruppe 47 konferenciáin, és lehetősége volt nyugati országokba utazni (NSZK, Ausztria, Franciaország). 1976-tól az NDK viszonyaihoz való hozzáállása egyre kritikusabbá vált. Novemberben az elsők között írta alá az NDK-s szerzők tiltakozó nyilatkozatát Wolf Biermann kitelepítése ellen, ami után az NDK-ban való publikációs lehetőségeit az állam erősen korlátozta. 1979-ben kizárták az NDK Írószövetségéből. Schneider, aki saját bevallása szerint továbbra is abban bízott, hogy az NDK megreformálható, a következő években főleg mainzi és nürnbergi városi színházakban szerzőként és dramaturgként dolgozott. Az NDK-ban csak a totalitárius állam ellen tiltakozó mozgalom egyházi rendezvényei keretében volt alkalma nyilvános szereplésre.
A Németország újraegyesítése és a békés forradalom után Rolf Schneidert visszavették az NDK írószövetségébe, nem sokkal ezután azonban kilépett, tiltakozásul Hermann Kant további elnöksége ellen. Rolf Schneider a németországi PEN Center tagja.
Schöneiche bei Berlinben él.

## Művei

### Könyvek
- Aus zweiter Hand. Berlin, 1958
- Das Gefängnis von Pont L'Evêque. Halle an der Saale, 1960
- Godefroys. Berlin, 1961
- Der Mann aus England. Berlin, 1962
- Prozess Richard Waverly. Berlin, 1963
- Brücken und Gitter. Berlin, 1965
- Die Tage in W. Halle (Saale), 1965
- Prozess in Nürnberg. Berlin, 1967
- Zwielicht. München, 1967
- Dieb und König. Berlin, 1968
- Stimmen danach. Rostock, 1970
- Der Tod des Nibelungen. Rostock, 1970
- Stücke. Berlin, 1970
- Einzug ins Schloss. Berlin, 1972, Komédia, bem. Deutsches Theater (Berlin), 1971. 10. 02.
- Octavius und Kleopatra. Die Heiligung Johannas. Berlin, 1972
- Nekrolog. Rostock, 1973
- Polens Hauptstädte. Berlin, 1974 (Arno Fischerrel)
- Die Reise nach Jaroslaw. Hinstorff-Verlag, Rostock, 1974
- Von Paris nach Frankreich. Hinstorff-Verlag, Rostock, 1975
- Die beiden Nachtwandler oder Das Notwendige und das Überflüssige. Berlin, 1975
- Die problematisierte Wirklichkeit. Berlin, 1975
- Das Glück. Neuwied [és máshol] 1976
- Orphée oder ich reise. Rostock, 1977
- Der alte Mann mit der jungen Frau. Frankfurt am Main, 1977
- Die Abenteuer des Herakles. Berlin, 1978
- November. Hamburg, 1979
- Unerwartete Veränderung. Rostock, 1980
- Die Mainzer Republik. Mainz, 1980[7]
- Annäherungen & Ankunft, Rostock, 1982
- Unsterblichkeit. Rostock, 1984
- Der Fall des Hauses Plantagenet. Frankfurt, 1984
- Marienbader Intrigen. Frankfurt, 1985
- Bewerbungen. Berlin, 1986
- Das Märchen vom Bärwolf und der guten Prinzessin. Berlin, 1987 (Ingrid Jörggel)
- Europa und der Stier. Berlin, 1988 (librettó Helge Jörns operájához)
- Jede Seele auf Erden. Rostock, 1988
- Die Reise zu Richard Wagner. Paul Zsolnay, Bécs, 1989, ISBN 3-552-04115-X
- Levi oder die Reise zu Richard Wagner. Rostock, 1989
- Theater in einem besiegten Land. Frankfurt [és máshol], 1989
- Spiel von Liebe und Zufall. Schwetzingen, 1990 (librettó Helge Jörns operájához)
- Frühling im Herbst. Göttingen, 1991
- Süß und Dreyfus. Göttingen, 1991
- Volk ohne Trauer. Göttingen, 1992
- Berliner Wege. Berlin, 1992
- Der Harz. Berlin, 1992
- Fischland, Darß, Zingst. Berlin, 1993
- Krakow. Rostock, 1993 (Christine Jörss-szel)
- Thüringen. Berlin, 1993
- Warschau. Rostock, 1993 (Christine Jörss-szel)
- Kleine Geschichte des Landes Mecklenburg-Vorpommern. Berlin, 1993
- Leben in Wien. München [és máshol], 1994
- Potsdam. München [és máshol] 1994
- Die Briefe des Joseph F. Katzengraben-Presse. Berlin, 1995. ISBN 3-910178-21-9
- Der rote Stern stirbt leise. Berlin, 1995 (zusammen mit Joachim Liebe)
- Die Sprache des Geldes. Göttingen, 1995
- Versuch über den Schrecken. Rostock, 1995
- Notlandung. Berlin, 1996
- Tucholskys Berlin. Hamburg, 1997 (Gert von Bassewitz-cel)
- Mecklenburg-Vorpommern. Hamburg, 1998 (Georg Junggal)
- Alltag im Mittelalter. (Sachbuch) Weltbild-Verlag, 1999, ISBN 978-3-89897-628-2
- Ich bin ein Narr und weiß es. Berlin, 2001
- Wagner für Eilige. Berlin, 2002
- Jakobs Kindheit. Signum, Sommer 2005, Verlag DIE SCHEUNE
- Berlin, ach Berlin. wjs-Verlag, Berlin, 2005, ISBN 3-937989-13-7
- Marienbrücke. Osburg-Verlag, Berlin, 2009, ISBN 978-3-940731-25-8
- Fürst Pückler in Branitz. be.bra Verlag, Berlin, 2010, ISBN 978-3-86124-641-1
- 20 × Brandenburg. Menschen, Orte, Geschichten. be.bra Verlag, Berlin, 2010, ISBN 978-3-86124-645-9 (zum Dokumentarfilmprojekt 20 × Brandenburg)
- Potsdam. Garnison und Arkaden. be.bra verlag, Berlin, 2011, ISBN 978-3-86124-651-0
- Wernigerode. Bunte Stadt am Harz. be.bra verlag, Berlin, 2011, ISBN 978-3-86124-657-2
- Weimar. Klassik und Moderne. be.bra verlag, Berlin 2012, ISBN 978-3-86124-661-9
- Ritter, Ketzer, Handelsleute. Brandenburg und Berlin im Mittelalter. be.bra verlag, Berlin, 2012, ISBN 978-3-86124-662-6 (recenzió Lutz Partenheimertől )
- Schonzeiten. Ein Leben in Deutschland. (irodalmi önéletrajz), be.bra verlag, Berlin, 2013, ISBN 978-3-89809-102-2
- Meißen. Sachsens heimliche Hauptstadt. be.bra verlag, Berlin, 2014, ISBN 978-3-86124-668-8
- Die Bölschestraße. be.bra verlag, Berlin, 2014, ISBN 978-3-89809-120-6
- Erfurt. Ein Spaziergang durch Geschichte und Gegenwart. be.bra verlag, Berlin, 2015, ISBN 978-3-86124-689-3
- Janowitz. Roman. Osburg-Verlag, Hamburg, 2021, ISBN 978-3-95510-256-2

### Szerkesztőként
- A gyönyörű horror, Berlin, 1978

### Műfordítása
- Mao Ce-tung: Versek, Berlin, 1958

### Cikkei
- Rügen: És nyáron Binzbe. In: Geo Magazine. Hamburg 1980, 4, 34-54. Történelmileg informatív élménybeszámoló. ISSN 0342-8311
- Hogyan használta az NDK a nyelvet propagandára, a Welt, 29. 2010. március

### Rádiójátékok
- 1956: Pont L'Eveque börtöne. – rendező: Helmut Hellstorff (NDK-s rádió)
- 1958: Ellenállás – rendező: Wolfgang Brunecker (NDK-s rádió)
- 1959: 112-es szoba – rendező: Theodor Popp (NDK-s rádió)
- 1960: A harmadik keresztes hadjárat avagy Kunifried von Raupenbiel lovag és kalandjainak csodálatos története – rendező: Wolfgang Brunecker (rádiójáték – NDK-s rádió)
- 1960: Affaires – Rendező: Werner Stewe (rádiójáték, NDK rádió)
- 1961: Richard Waverly-per – Rendező: Otto Dierichs (NDK-s rádió)
- 1961: Búcsú Sundheimtől – rendező: Wolfgang Schonendorf (NDK-s rádió)
- 1962: Jupiter Szimfónia – rendező: Fritz-Ernst Fechner (rádiójáték, NDK-s rádió)
- 1962: 25 November. New York – Rendezte: Helmut Hellstorff (rádiójáték – NDK rádió)
- 1962: Godefroys – rendező: Otto Dierichs (rádiójáték, NDK-s rádió)
- 1963: The Unconquered – rendező: Edgar Kaufmann (rádiójáték, NDK-s rádió)
- 1963: Az ügyész – rendező: Fritz Göhler (rádiójáték – NDK-rádió)
- 1964: Érkezés Weilstedtbe – rendező: Uwe Haacke (NDK rádió)
- 1965: Operation Plate-Rack – rendező: Helmut Hellstorff (rádiójáték – NDK rádió)
- 1966: Twilight – rendező: Otto Kurth (eredeti rádiójáték, BR / WDR / HR)
  - Díj: A háborús vakok rádiójáték-díja, 1967
- 1968: Twilight – rendező: Erich Schwanda (eredeti rádiójáték, ORF)
- 1968: Hangok utána – rendező: Walter Niklaus (rádiójáték, NDK-s rádió)
- 1969: Beteglátogatás – rendező: Theodor Popp (NDK-s rádió)
- 1970: Platanenstraße 10 – rendező: Werner Grunow (NDK-s rádió)
- 1972: Belépés a kastélyba – rendező: Theodor Popp (NDK rádió)
- 1996: Montezumas Krone – rendező: Rolf Schneider (Bűnügyi rádiójáték – MDR / SFB )
- 2004: The Affair d'Aubray – rendező: Walter Niklaus (MDR/ RBB )
- 2004: The Affair Leopold-Loeb – rendező: Christoph Dietrich (MDR/RBB)
- 2008: Tűz a csupasz bőrön – Franz Kafka és Milena Jesenská – rendező: Harald Krewer (ORF)
- 2009: The Winckelmann Affair – rendező: Walter Niklaus (MDR/ORF)
- 2011: Én, Larisch grófnő avagy Az igazság Mayerlingről – rendező: Rolf Schneider (szerzői produkció Gisela May-jel a címszerepben), eredeti adás: MDR, 2017
- 2012: Látogatás Mechtshausenben – rendező: Stefan Kanis (MDR)
- 2017: Az indulás – Moses Mendelssohn útja Dessauból Berlinbe, szerzemény: Julia Hülsmann – (MDR/ Kurt-Weill-Fest Dessau)
- 2020: Goethe nők – rendező: Matthias Thalheim (MDR)

### Magyarul
- Komolytalan történetek; ford. Tandori Dezső; Európa, Budapest, 1977

- A boldogság. Regény; ford. Horvát László; Európa, Budapest, 1984

## Díjai
- 1962: az NDK Lessing-díja
- 1967: Háborús vakok rádiójáték-díja
- 1972: az FDGB művészeti díja
- 2004: Szövetségi Érdemkereszt (Első Osztály)

## Fordítás
Ez a szócikk részben vagy egészben  a   Rolf Schneider (Schriftsteller) című német Wikipédia-szócikk ezen változatának fordításán alapul.  Az eredeti cikk szerkesztőit annak laptörténete sorolja fel. Ez a jelzés csupán a megfogalmazás eredetét és a szerzői jogokat jelzi, nem szolgál a cikkben szereplő információk forrásmegjelöléseként.